# Aranzueque
Aranzueque es un municipio y localidad española de la provincia de Guadalajara, en la comunidad autónoma de Castilla-La Mancha. El término municipal, ubicado en la comarca de La Alcarria, tiene una población de 396 habitantes (INE 2024).

## Geografía
La villa actual se asentó, ya en época musulmana, sobre una pequeña terraza cuaternaria a cien metros del cauce del río Tajuña y a cincuenta del arroyo de la Vega de Valdarachas. En esta loma se edificarían la iglesia, rematada en 1533 y consagrada a la Virgen de la Asunción, y las casas más antiguas. Después se extendería la población hacia el río.
El término municipal limita con las villas de Yebes, Horche, Guadalajara, Armuña de Tajuña, Renera, Hontoba, Loranca de Tajuña y Valdarachas. Tiene un área de 21,43 km². 
La localidad dispone de un puente de mediados del siglo XIX sobre el río Tajuña. También conserva del viejo Camino Real, un hito miriamétrico con distancias a varios destinos: Alcalá (de Henares) 30 km, Madrid 60 km y Pastrana 31 km. Ubicado en la actual carretera autonómica de segundo orden CM-2027 PK 9,400.

## Historia
Aranzueque, por la propia etimología de su nombre, tiene origen prerromano. El filólogo Rafael Lapesa dejó escrito que, traducido a través del vasco actual, Aranzueque viene a significar zona de espinos. Otros autores indican que se trataría de vuestro valle. 
Se han hallado varios yacimientos prerromanos dentro del término municipal, especialmente en los parajes del Cerro de los Moros y en El Castillejo, que incluyen un túmulo funerario carpetano. 
Tras la reconquista de la comarca, a finales del siglo XI, esta población quedó integrada como aldea en el común de villa y tierra de Guadalajara y sujeta a su fuero de realengo. Pero en marzo de 1428, el rey Juan II de Castilla, hizo donación de Aranzueque y otras 11 aldeas vecinas a su hermana la infanta doña Catalina. Pero la guerra con Aragón, que apoyó la infanta hizo que al año siguiente volvieran al señorío real. Hasta que el 18 de agosto de 1430 el mismo rey la hizo villa primero y donó después a uno de sus principales cortesanos, Íñigo López de Mendoza, marqués de Santillana. Perteneció pues al señorío de los Mendoza, los condes de Tendilla y marqueses de Mondéjar hasta bien entrado el siglo XIX.
En diciembre de 1579 Aranzueque disponía de 150 casas y otros tantos vecinos, según contestaron a los funcionarios del censo del rey Felipe II, el entonces alcalde ordinario Francisco Calvo y los regidores Juan Gómez el viejo y Mateo Sánchez.
Durante la primera guerra carlista, el 19 de septiembre de 1837, en sus calles y junto al puente sobre el Tajuña se libró una importante batalla entre las tropas carlistas, con el pretendiente Carlos María Isidro de Borbón al frente, y el ejército isabelino, comandado por el general Baldomero Fernández Espartero. La victoria de este último dispersó la Expedición Real del pretendiente y los que no cayeron prisioneros o desertaron tuvieron que regresar a sus bases en las Vascongadas.
Ubicada en la antigua ruta a los baños de La Isabela, muy célebre en el siglo XIX, dispuso Aranzueque de acreditada posada, la llamada casa del Indiano por pertenecer a un potentado personaje, don Manuel Pardo, nacido en Cartagena de Indias a mitad del siglo XVIII, que llegó a la villa hacia 1790 y casó con la aranzuequeña María del Carmen López Soldado. En la portada blasonada de esta casona aún puede contemplarse su escudo de armas. Y es tradición en la villa que allí se alojaron, en más de una ocasión, el rey Fernando VII y dos de sus cuatro esposas: doña Isabel de Braganza y doña María Josefa de Sajonia.
A partir de 1815, en Aranzueque se avecindó el célebre guerrillero alicantino y lugarteniente de El Empecinado, José Nomdedeu, quien combatiendo a los franceses en esta comarca había forjado una gran amistad con el personaje más poderoso de la villa, Mariano Pardo, heredero del Indiano citado anteriormente. A mediados del siglo XIX, el lugar contaba con una población censada de 475 habitantes. La localidad aparece descrita en el segundo volumen del Diccionario geográfico-estadístico-histórico de España y sus posesiones de Ultramar de Pascual Madoz de la siguiente manera:

ARANZUEQUE: v. con ayunt. de la prov. y adm. de rent. de Guadalajara (3 leg.), part. jud. de Pastrana (3), aud. terr. y c. g. de Madrid (9), dióc. de Toledo (17): sit. á la falda NE. de un cerro, que la defiende de los vientos de aquel lado; se estiende una hermosa vega á der. é izq., y el r. Tajuña baña por el S. las paredes de los edificios, lo cual produce las frecuentes tercianas que padecen los moradores: tiene 118 casas bastante reducidas, y 12 algo mas desahogadas compuestas de dos pisos; el bajo destinado para habitacion, y el 2.º para graneros ó desvanes; casa municipal, pósito, cuyo fondo consiste en 114 fan. de trigo, escuela de primeras letras dotada por los fondos públicos en 1,500 rs. con asistencia de 24 niños y 8 niñas; é igl. parr. que se cree fundada en el año 1533 por hallarse este número en una piedra colocada sobre la puerta; está dedicada a la Asuncion de Ntra. Sra. y servida por un ecónomo y un capellan, aunque tiene curato propio de concurso general: la plaza y calles que estos edificios forman son bastante cómodas, limpias y solo se halla empedrada la mayor hasta la calzada del puente sobre el r., de cuyas aguas se surte el vecindario; algo mas dist. y en posicion que no perjudica á la salud, se halla el cementerio. Confina el térm. por N. con el de la Armuña; E. montes de la c. de Guadalajara, S. Ranera y Loranca, y O. con el de Horche en 1 hora de estension por lodos sus lados, y comprende 5,500 fan. de labor de 200 estadales que se dividen en 650 de primera clase, 1,600 de segunda y las restantes de tercera; 4,000 pies de olivo, 100,000 cepas de viña y algunos baldíos para pastos: el terreno es llano en su mayor parte y de buena calidad, y en otras con algunos cerros y pedregoso: los caminos locales, anchos y llanos; cruzando por parte de la pobl. el real para los baños de Sacedon: el correo se recibe de la cap., y en la temporada de baños hacen parada las diligencias que se establecen para los referidos: prod.: trigo, cebada, avena, aceite y vino: se mantienen tan solo los ganados de labor, que son 45 yuntas y algunas caballerías menores, y se cria abundante caza de perdices y liebres: no hay mas que la ind. agrícola y el comercio está reducido á la venta de los sobrantes de sus frutos en los mercados de Guadalajara: pobl. 130 vec: 475 alm.: cap. prod.. 2.041,000: imp.: 204,100: contr. 11,454: presupuesto municipal 4,227 que se cubre con el prod. de una posada pública , un molino de aceite dado á censo enfitéutico, un prado y repartimiento vecinal.
(Madoz, 1845, p. 448)

## Demografía
Aranzueque cuenta con una población de 396 habitantes (INE 2024).
| Gráfica de evolución demográfica de Aranzueque entre 1842 y 2021                                                    |
| |
| Población de derecho según los censos de población del INE Población de hecho según los censos de población del INE |

| 1991 |  | 1996 |  | 2001 |  | 2004 |  | 2008 |  | 2013 |  | 2015 |
| ---- |  | ---- |  | ---- |  | ---- |  | ---- |  | ---- |  | ---- |
| 360  |  | 369  |  | 363  |  | 385  |  | 396  |  | 447  |  | 436  |

## Fiestas
- Último jueves de agosto, se celebran los festejos dedicados a Santo Domingo, patrono del pueblo. Incluyen encierros por el campo de reses bravas, con posterior lidia en la nueva plaza. Desde el año 2002 y por iniciativa de la Corporación municipal y de la aportación voluntaria de muchos de sus vecinos, dispone Aranzueque de plaza de toros permanente.
- También es tradicional la celebración de San Antonio de Padua, cada 13 de junio y fiesta en honor a Nuestra Señora del Carmen cada 16 de julio.

## Galería de imágenes

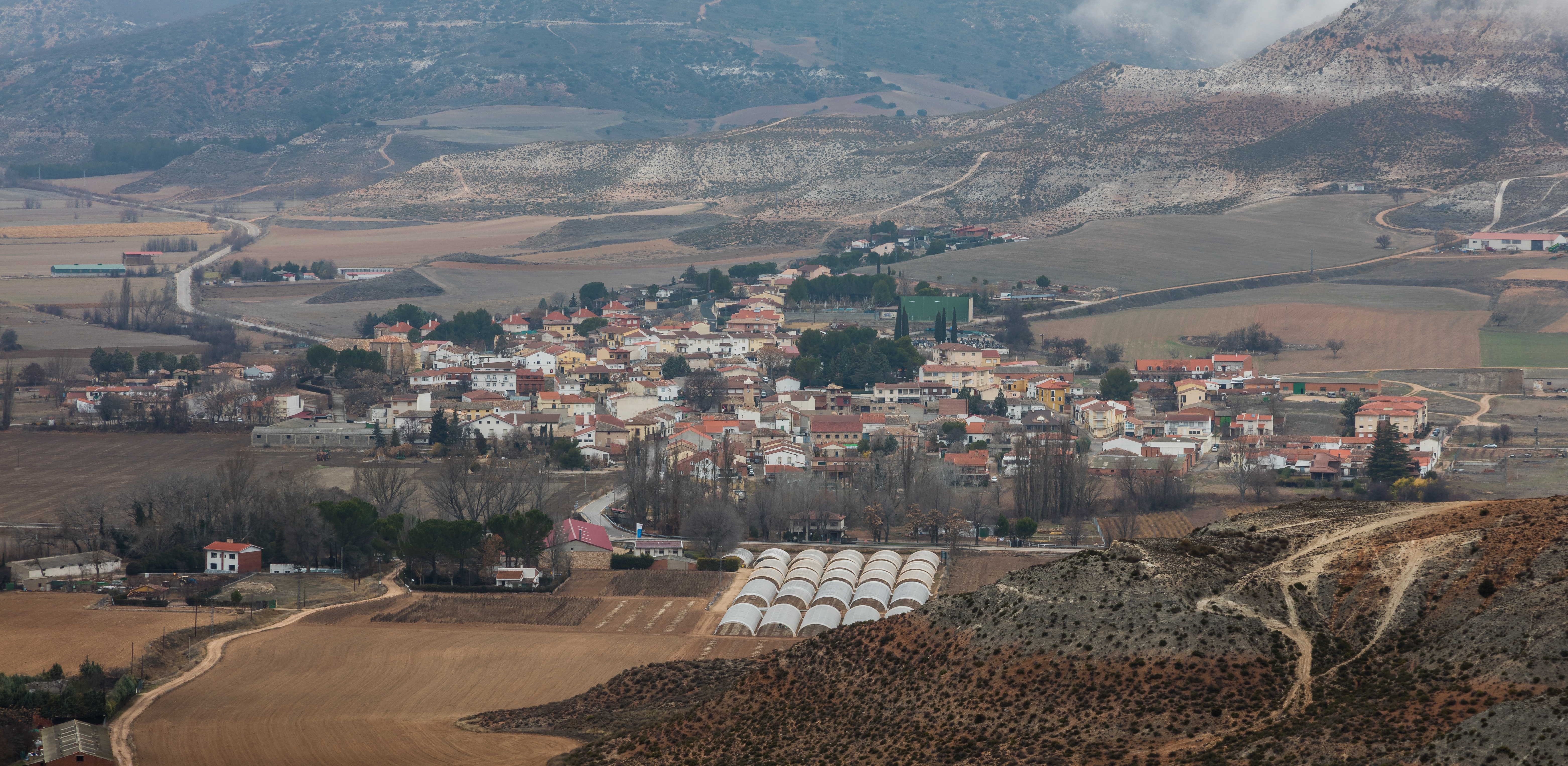
Vista general
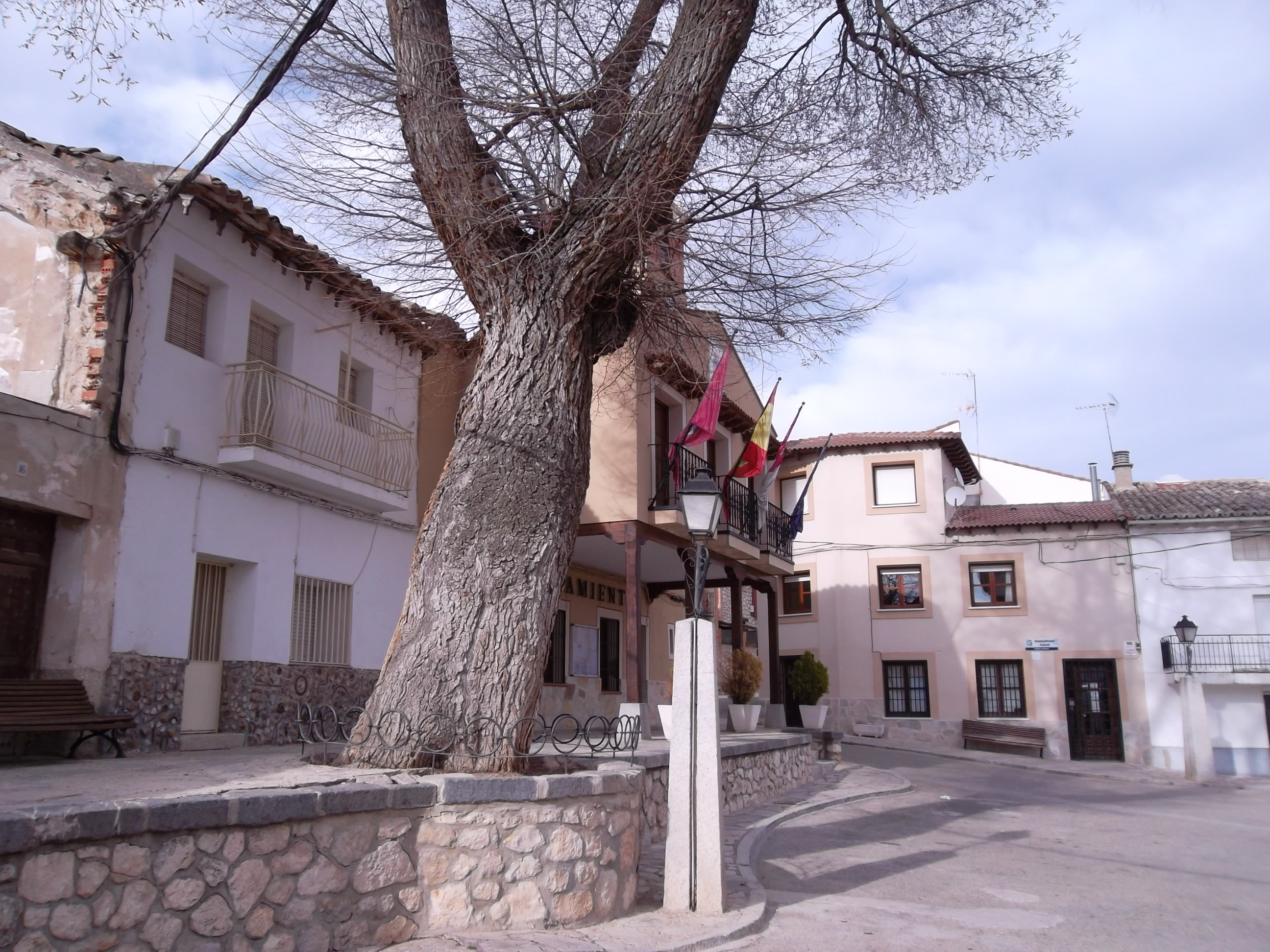
Plaza mayor
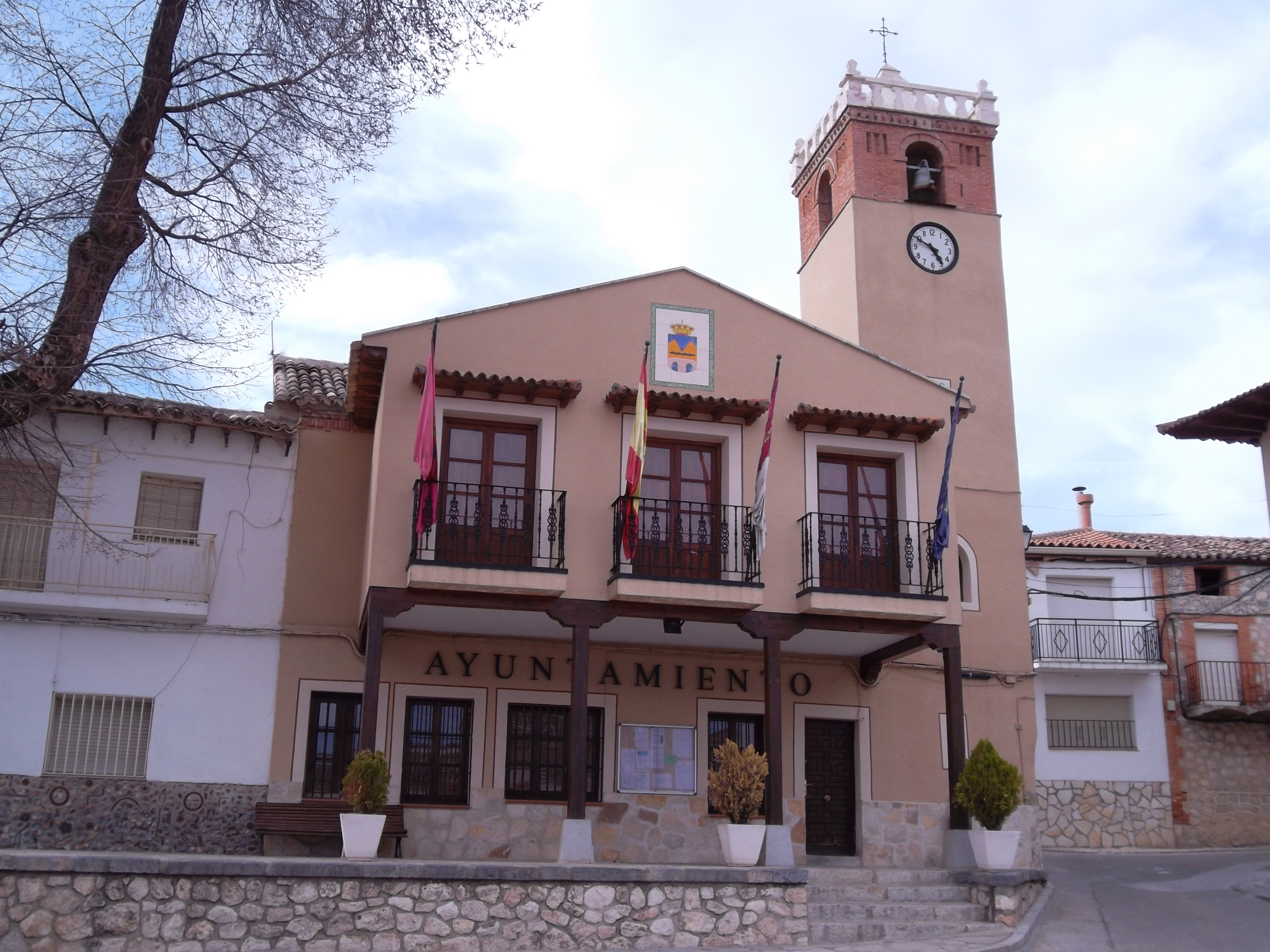
Ayuntamiento
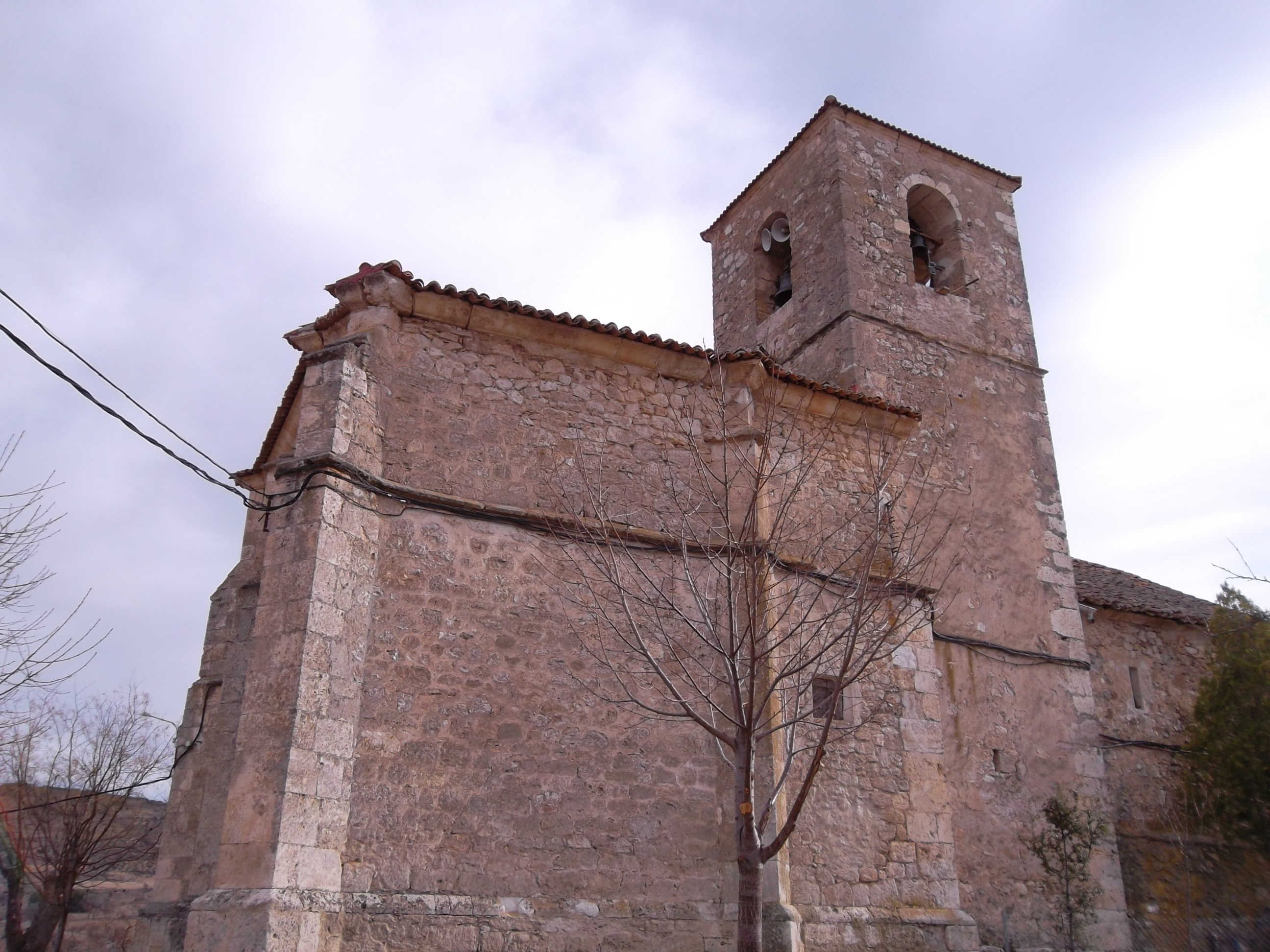
Iglesia parroquial
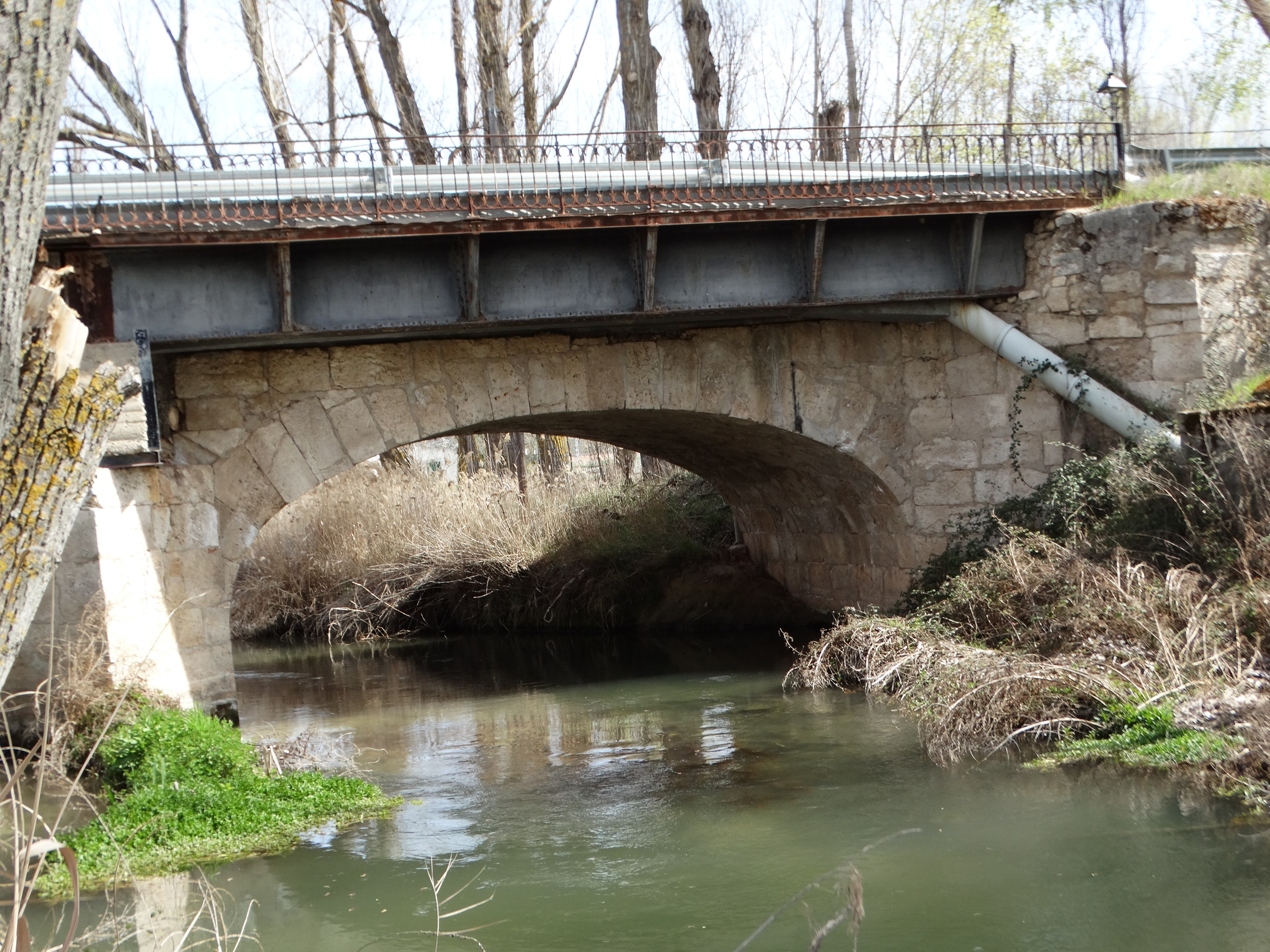
Puente sobre el río Tajuña
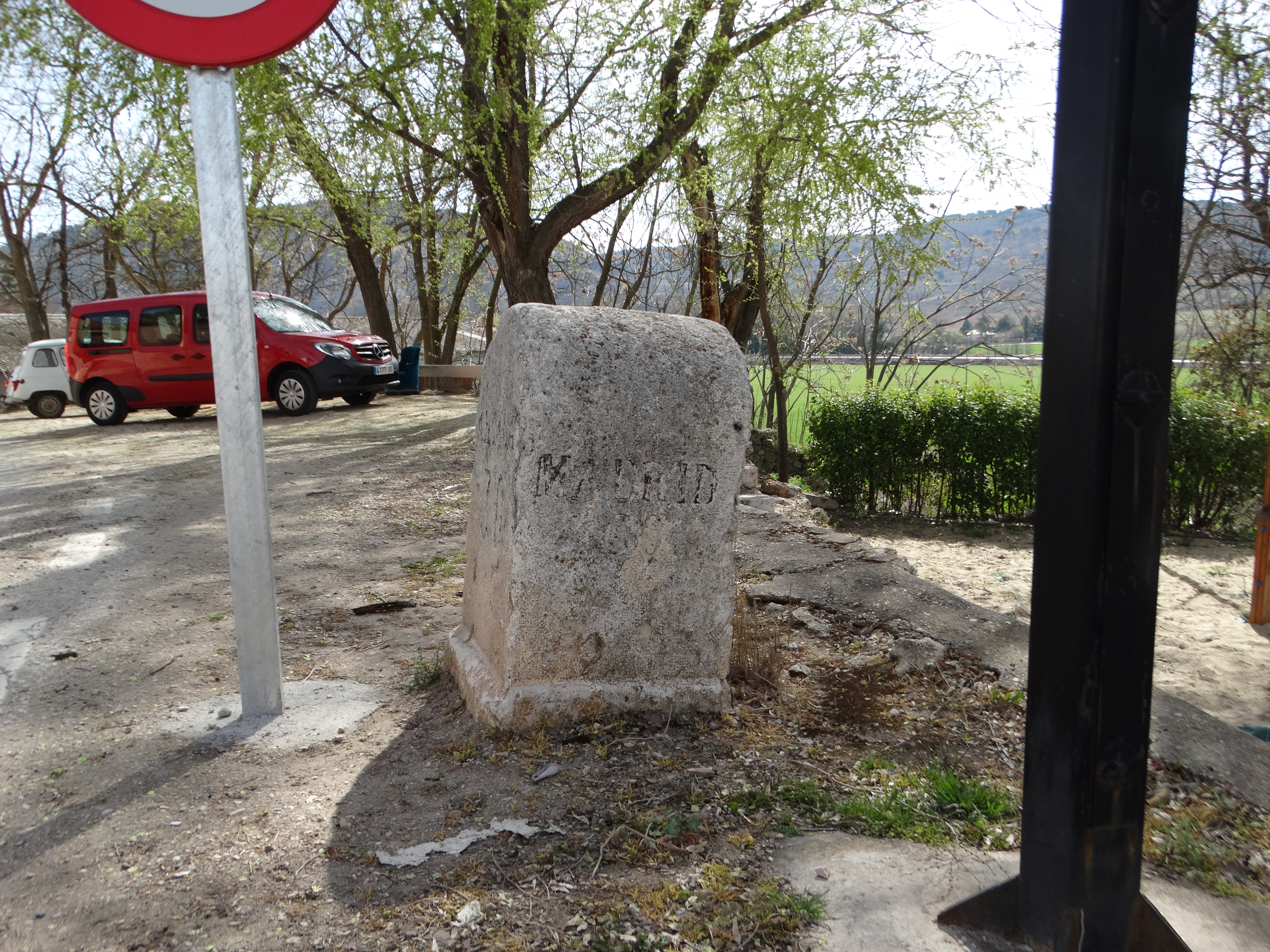
Mojón del Camino Real